# Филлипс, Джон (пират)
Джон Филлипс (англ. John Phillips; умер 18 апреля 1724) — английский капитан пиратского судна. Начал заниматься пиратством в 1721 году под началом Томаса Энстиса, и украл собственное пиратское судно в 1723 году. Погиб при внезапной атаке своих пленников. Известен кодексом своего корабля «Месть» — одним из четырёх сохранившихся полных пиратских кодексов золотого века пиратства.

## Начало карьеры
Филлипс был корабельным плотником. 19 апреля 1721 года во время плавания из Англии в Ньюфаундленд его корабль был захвачен пиратами Томаса Энстиса. Филлипса принудили присоединиться к пиратам, как часто поступали с искусными ремесленниками. Вскоре он «смирился с жизнью пирата» и в течение года работал у Энстиса плотником.
В апреле 1722 года Энстис отправил Филлипса и некоторых других на берег в Тобаго для килевания захваченного фрегата. Вскоре туда прибыл британский военный корабль, заставив Энстиса бежать и оставить Филлипса с его товарищами. Филлипс избежал плена, спрятавшись в лесу, и позже вместе с другими оставленными товарищами по кораблю вернулся в Бристоль, где они на время отказались от пиратства.

## Капитанство
Вскоре после прибытия в Бристоль некоторые из товарищей Филлипса были арестованы и заключены в тюрьму, что побудило Филлипса снова сесть на корабль до Ньюфаундленда. Там он устроил заговор, чтобы угнать корабль и вернуться к пиратству. 29 августа 1723 года всего лишь с четырьмя спутниками он захватил шхуну, принадлежащую Уильяму Минотту из Петти-Харбора, переименовал её в «Месть» и отправился в новое пиратское плавание. Членами экипажа Филлипса были Джон Натт (кормчий), Джеймс Спаркс (канонир), Томас Ферн (плотник), и Уильям Уайт (портной и рядовой матрос). Они быстро согласовали пиратский кодекс. Следует обратить внимание, что кодекс Филлипса под страхом смертной казни запрещал изнасилование; когда Филлипс работал на Энстиса, его экипаж совершил знаменитое групповое изнасилование и убийство.
Филлипс отплыл в Вест-Индию, по пути захватив несколько рыболовецких судов. На борту одного из этих трофеев был Джон Роуз Арчер, слывший бывшим матросом капитана Чёрная Борода; Арчер присоединился к Филипсу и был избран квартирмейстером. 5 сентября Филлипс среди прочих захватил на борту шлюпа «Дельфин» Джона Филлмора, прадеда будущего президента США Милларда Филлмора, и по предложению Уайта заставили его работать на них. Это увеличило экипаж «Мести» до 11 человек. По пути на Карибы Филипс со своими людьми охотился за торговыми судами близ Барбадоса. В течение трех месяцев у них не было добычи, и серьезно страдали от недостатка продовольствия и припасов, пока, наконец, не ограбили несколько французских и английских судов. Они пришли на Тобаго, где Филлипс хотел найти оставленных товарищей из команды Энстиса, но нашел только одного выжившего, негра по имени Педро. Филлипс починил «Месть» и взял Педро на борт.
Покинув Тобаго, «Месть» захватила ещё одно судно, и плотник Томас Ферн, во главе призовой команды, попытался скрыться на похищенном судне. «Месть» настигла Ферна и захватила его, убив одного из призовой команды и ранив ещё одного. Зимой Ферн и один из его товарищей снова тщетно пытались бежать, и Филлипс убил обоих. Чарльз Джонсон говорит, что это убийство было совершено «во исполнение их кодекса», но поскольку вторая статья кодекса Филлипса в качестве наказания за побег предусматривает маронинг, а не прямую казнь, его утверждение могло быть ошибкой или отражением того, что кодекс мог подвергаться поправкам.
В марте 1723 года к северу от Тобаго Филлипс захватил два корабля, убив корабельного мастера по имени Роберт Мортимер, когда тот напал на пиратов в попытке вернуть своё судно. Пираты продолжили продвигаться на север, и 1 апреля 1723 года прибыли в Кейп-Сэйбл в Новой Шотландии. Здесь Филлипса ждал большой успех, когда он начал грабить рыболовецкие суда, работающих на банках между Кейп-Сэйбл и островом Сэйбл. Его люди ограбили около 13 судов в течение нескольких дней. Они пощадили одно судно — шхуну, принадлежащую Уильяму Минотту, первоначальному владельцу «Мести», поскольку Филлипс заявил: «мы нанесли ему достаточно вреда».

## Смерть
Последним захваченным кораблем в районе Новой Шотландии был шлюп под командованием Эндрю Хэррэдайна. Этот последний вступил в сговор с некоторыми другими пленниками, которых ранее принудили присоединиться к экипажу, планируя восстать и убить капитана Филлипса. 18 апреля Хэррэдайн со своими союзниками напали на главарей «Мести» и убили Филлипса, а также его кормчего, боцмана и канонира. Арчера временно помиловали; его повесили в Бостоне с тремя другими пиратами 2 июня 1724 года. Перед казнью пираты произнесли широко разошедшиеся в печати речи. Арчер винил пьянство, но, кроме того, и жестоких капитанов торговых судов, которые доводили угнетенных матросов до пиратства как заманчивого способа побега.
Как капитан, Филлипс прожил менее восьми месяцев, но за этот короткий срок он успел захватить 34 корабля.

## Значение
В сравнении с такими пиратами, как Роберт, Филлипс был мелким преступником; он командовал лишь небольшой шхуной, и к моменту смерти у него под началом было всего 11 человек, по сравнению с 276 пиратами, захваченными на судах Робертса, или флотилией из четырёх кораблей, которой Черная Борода блокировал Чарльстон. Поставленный перед проблемой нехватки трудовых ресурсов, Филлипс часто угрожал пленникам, чтобы попытаться побудить их подписать свой кодекс, отказывался выполнять обещания их освободить (в случае Филлмора), и жестоко наказывал тех, кто пытался покинуть корабль.
Однако Филлипс важен для тех, кто изучает пиратство, потому что сохранился его кодекс, перепечатанный Чарльзом Джонсоном во «Всеобщей истории пиратства». Сохранились только три других полных или почти полных кодекса, перепечатанные во вторичных источниках (Робертса, Гау и общего кодекса Лау и Лаутера). Эти несколько кодексов лежат в основе многих научных представлений о жизни на борту пиратского судна. Письменные отчеты Джона Филлмора о жизни на борту шхуны Филлипса «Месть» является одним из немногих сохранившихся первоисточников от очевидца золотого века пиратства.
Филлипс также имеет большое значение в качестве примера недолгой, но разрушительной банды пиратов, отпочковавшейся от гораздо больших банд под командованием Энстиса и Чёрной Бороды. Он закончил череду пиратских капитанов, последовательно захваченных другими пиратами, присоединялись к команде и поднимались до капитанства. Похититель и наставник Филлипса, Энстис, сам был захвачен Бартоломью Робертсом, который, в свою очередь, был пленником Хауэлла Дэвиса, который сам обратился в пиратство, попав в руки Эдварда Инглэнда. Эта династия возникла в пиратском логове в Нассау, который служил базой для Дэвиса, Инглэнда и многих других пиратских капитанов. Его квартирмейстер Арчер первоначально служил у Чёрной Бороды, продолжая дело его грозного экипажа через долгое время после его после его гибели в 1718 году.

### Веселый Роджер Филлипса
Филлмор не упоминает, что Филлипс использовал Веселого Роджера во время захвата «Дельфина». Однако сообщается, что он пользовался красным флагом во время захвата судна Мартиники в конце 1723 года; при виде флага и угрозы Филлипса не оказывать пощады в случае сопротивления, более многочисленный и лучше вооруженный экипаж судна сдался без единого выстрела.
Флаг Филлипса был передан властям штата Массачусетс, когда его победоносные пленники привели «Месть» в порт Аннискам. «Бостонские новости» описали флаг следующим образом: «их темный флаг, в середине которого скелет, и по одну его сторону дротик в сердце, с вытекающими каплями крови; а на другой стороне песочные часы».